# Лейкуд (Калифорния)
Лейкуд (на английски: Lakewood) е град в окръг Лос Анджелис в щата Калифорния, САЩ. Лейкуд е с население от 88 253 жители (2005) и обща площ от 24,60 км² (9,50 мили²). Лейкуд се развива бързо от 1950 г. до 1960 г. Първоначалните жители на града са ветерани от Втората световна война и Корейската война.